# Kim Jae-woong
Đây là một tên người Triều Tiên, họ là Kim.
Kim Jae-woong (tiếng Hàn Quốc: 김재웅; sinh ngày 1 tháng 1 năm 1988) là một tiền vệ bóng đá Hàn Quốc thi đấu cho Seoul E-Land.

## Sự nghiệp câu lạc bộ
Kim, trải qua sự nghiệp trẻ với Đại học Kyung Hee, được lựa chọn bởi Incheon United từ đợt tuyển quân K League 2011. Anh ra sân từ đầu trong trận đấu đầu tiên cho Incheon tại Cúp Liên đoàn bóng đá Hàn Quốc 2011 trước Daejeon Citizen. Trận đấu đầu tiên ở K League là ở vòng 3 vào ngày 20 tháng 3 năm 2011, với tư cách dự bị.  Trong trận đấu thứ ba của anh tại K League, trước Seongnam Ilhwa Chunma anh ghi bàn thắng đầu tiên chỉ một phút sau khi bóng lăn, và thêm 2 bàn nữa để trở thành cầu thủ ghi nhiều bàn thắng nhất cho Incheon sau vòng 10 của giải đấu.
Kim went theo dạng cho mượn đến đội bóng tại K League Challenge, FC Anyang năm 2014, ghi bàn trong trận đấu với Goyang HI FC vào tháng 6 năm đó.